# Італійське право
Італійське право (лат. Ius Italicum) — права, які як виняток надавались у Римській імперії деяким провінційним містам на рівні із правами італійських міст, а саме:
- libertas — тобто право вільного ладу та самоврядування;

- immunitas — звільнення від подушної і поземельній податі, якій підлягали інші провінційні міста$

- надходження землі під Ius Quiritium, так що могли бути застосовані форми римського права на зразок usucapio, mancipatio та ін.

Лише колонії отримували Ius Italicum. Це право виникло при імператорі Октавіані Августі, коли він за допомогою колоній ветеранів залучив до провінційних колонії вигнаних італіків і не бажав звузити їхні права. Коли вільний лад і звільнення від податків італійських міст припинилося, Ius Italicium все ще продовжувало існувати в провінціях; головна перевага його полягала у податкових пільгах.

## Міста, що користувались Ius Italicum
- Баальбек
- Антіохія (Пісідія)
- Стобі
- Кассандрея
- Філіппи